# Crorema cartera
Crorema cartera är en fjärilsart som beskrevs av Collenette 1939. Crorema cartera ingår i släktet Crorema och familjen tofsspinnare. Inga underarter finns listade i Catalogue of Life.